# William Butler (musicien)
Pour les articles homonymes, voir William Butler et Butler.
William Butler, né le 6 octobre 1982, est un musicien américain, surtout connu en tant qu'ancien membre du groupe Arcade Fire. Il est le frère de Win Butler, chanteur principal du groupe.
En 2014, Will Butler est nommé aux Oscars pour la bande originale du film Her.

## Biographie
Will a grandi à The Woodlands, dans le Texas, et son grand-père était le guitariste Alvino Rey. Il fut diplômé de la Phillips Exeter Academy en 2001 et entra à l'Université Northwestern.
Pendant ses études à Northwestern il participa au doublage de deux courts-métrages d'animation : Date Double, une comédie romantique, et Run Leia Run, un crossover de Star Wars et de Cours, Lola, cours ! dans lequel il jouait Han Solo. Les deux projets étaient mis en scène par Adam Bertocci.
De 2004 à 2021, il est membre d'Arcade Fire, formation de rock indépendant originaire de Montréal, où il joue du clavier, de la basse et des percussions.

## Discographie

### Albums studio
- 2015 - Policy (Merge Records)
- 2020 - Generations (Merge Records)

### Compilations / Live
- 2016 - Friday Night (Concert enregistré les 28 & 29 mars 2015, au Bar Le Ritz à Montréal, et les 4 & 5 juin 2015, au Lincoln Hall à Chicago) (Merge Records)